# Taurus Rubber Company
Taurus Rubber Company – węgierski producent opon i innych produktów związanych z gumą z siedzibą w Budapeszcie.

## Historia
W 1882 roku powstaje Ruggyanta Árugyár w Budapeszcie.
Marka Taurus powstaje w 1913 roku a logo Taurus w 1923 roku. W 1949 roku Ruggyanta Arugyár zostaje znacjonalizowana.
W 1973 marką Taurus są brandowane wszystkie produkty fabryki, a przedsiębiorstwo przyjmuje nazwę Taurus Hungarian Rubber Works.
W 1974 roku rozpoczęto produkcję radialnych opon ciężarowych z całostalowym karkasem w fabryce w Budapeszcie.
W 1979 rozpoczęto produkcję opon rolniczych w Nyíregyháza.
W 1992 roku utworzono dział opon rolniczych TAURUS Agrotyre. 5 września 1996 roku Grupa Michelin nabywa Taurus Rubber Company Ltd., w którego skład wchodzą fabryka opon ciężarowych w Budapeszcie, fabryka opon rolniczych w Nyregyhaza oraz trzy fabryki gumy przemysłowej, które zostały następnie zbyte niemieckiej firmie Phoenix.